# Alter Stolberg
Der Alte Stolberg ist eine bewaldete, bis 357,7 m ü. NHN hohe Karsthochfläche des Südharzes im Landkreis Nordhausen (Thüringen) und Landkreis Mansfeld-Südharz (Sachsen-Anhalt) in Deutschland.

## Geografische Lage
Der Höhenzug Alter Stolberg erstreckt sich im Südharzer Zechsteingürtel insbesondere in Thüringen; seine in Sachsen-Anhalt gelegenen Ostausläufer fallen in das Tal von Krebsbach und Thyra ab. Nördlich liegt der Harz, südlich die von der Helme durchflossene Goldene Aue.
Im Uhrzeigersinn beginnend im Süden liegt der Alte Stolberg  zwischen den thüringischen Gemeinden Görsbach und Urbach im Süden, Leimbach und Steigerthal im Westen, Buchholz und Herrmannsacker im Nordwesten, Stempeda und – jenseits davon – Rodishain im Norden sowie den in Sachsen-Anhalt gelegenen Ortschaften Rottleberode und Uftrungen im Osten.
Im Nordteil des Alten Stolbergs erhebt sich mit dem Königskopf (357,7 m ü. NHN) seine höchste Erhebung und im Südostteil liegt der Reesberg (325,2 m ü. NHN).
→ für diese und weitere Erhebungen des Alten Stolbergs siehe Absatz Harz des Artikels Liste von Bergen und Erhebungen in Thüringen

## Natur- und Landschaftsschutz
Der Nordteil des waldreichen Höhenzugs ist als Naturschutzgebiet Alter Stolberg und Großteile des Gebiets sind als Landschaftsschutzgebiet Alter Stolberg ausgewiesen.
Der Anteil im Landkreis Nordhausen beträgt 622,7 Hektar.
In Sachsen-Anhalt wird das angrenzende Naturschutzgebiet Alter Stolberg (Sachsen-Anhalt) und Grasburger Wiesen im Landkreis Mansfeld-Südharz mit einer Gesamtfläche von 28,0 Hektar geschützt.

## Besonderheiten
Im Bereich des Reesbergs befindet sich die Gipshöhle Heimkehle. Zudem steht hier die Ruine der Grasburg, einer mittelalterlichen Fluchtburg, die der Sage nach die Stammburg der Grafen zu Stolberg ist.